# Rue de la Boulangerie
La rue de la Boulangerie est une voie de communication de Saint-Denis.

## Situation et accès

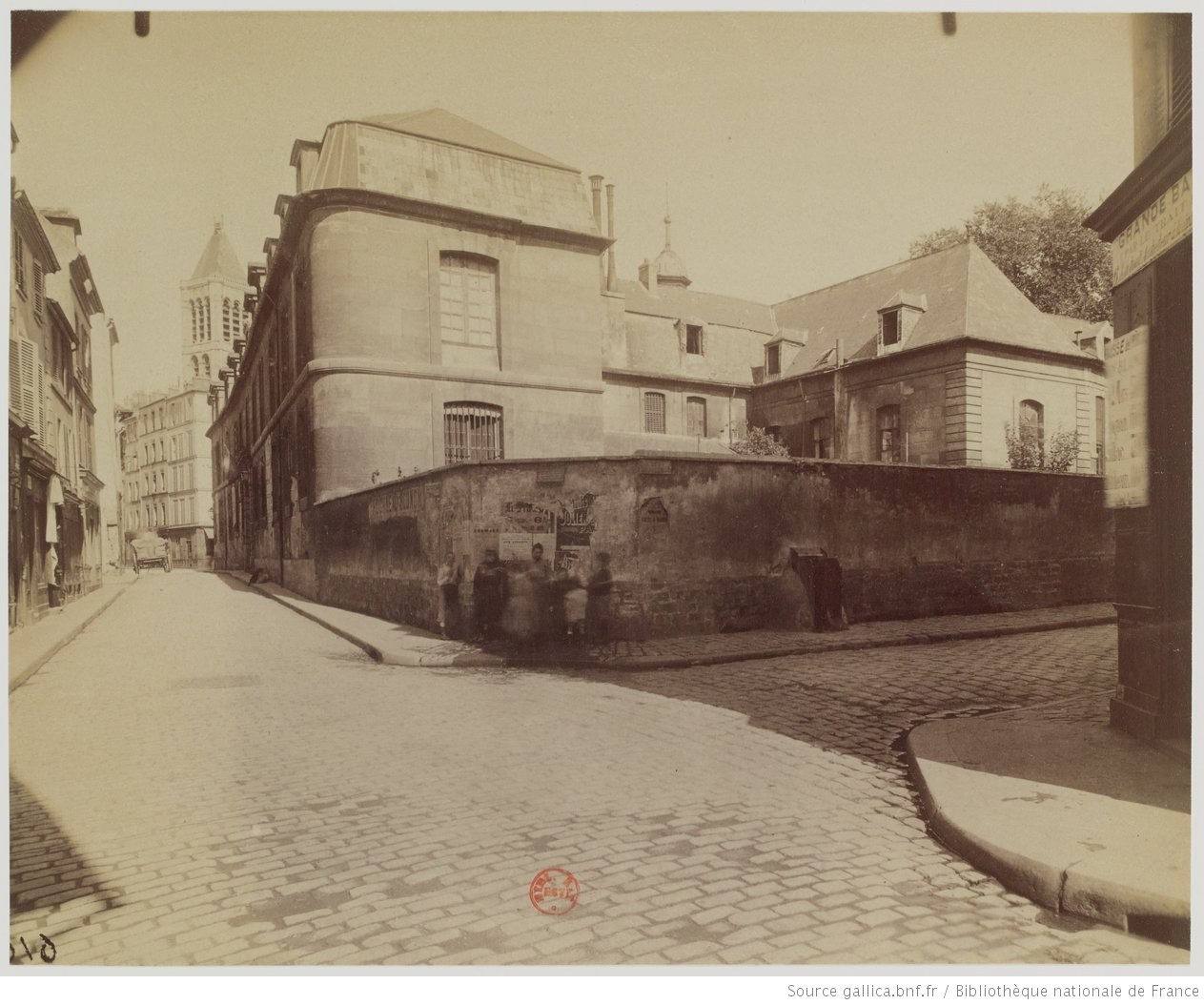
Ancienne maison, rue de la Boulangerie, Eugène Atget, 1901.

## Origine du nom

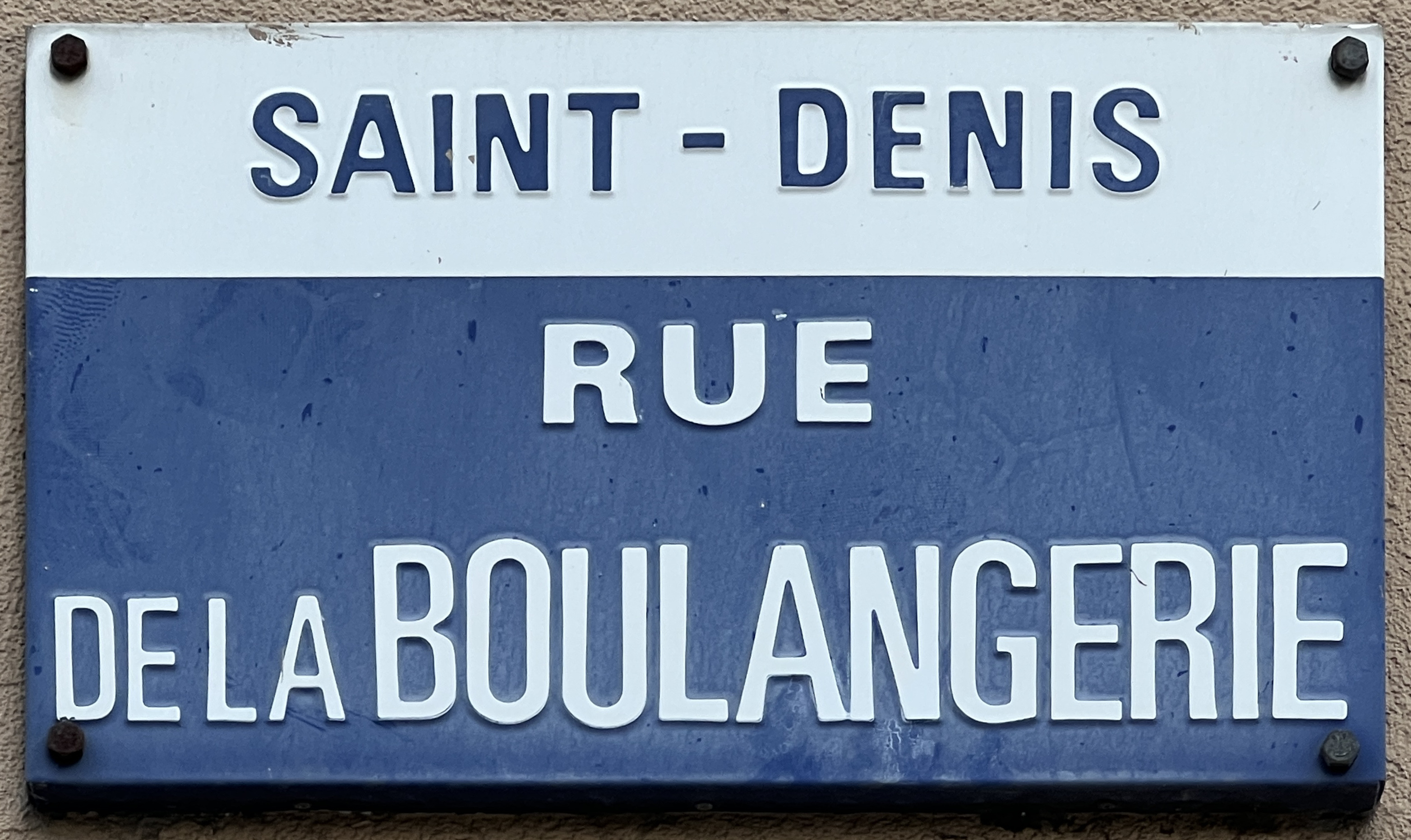
Plaque Rue de la Boulangerie.

Elle tient probablement son nom aux boulangers qui y étaient installés pendant le Moyen Âge, et notamment la boulangerie de l'abbaye de Saint-Denis, qui fut détruite en 1778. Des recherches archéologiques ont ainsi révélé les traces de rejets de curage de fours à pain.

## Historique

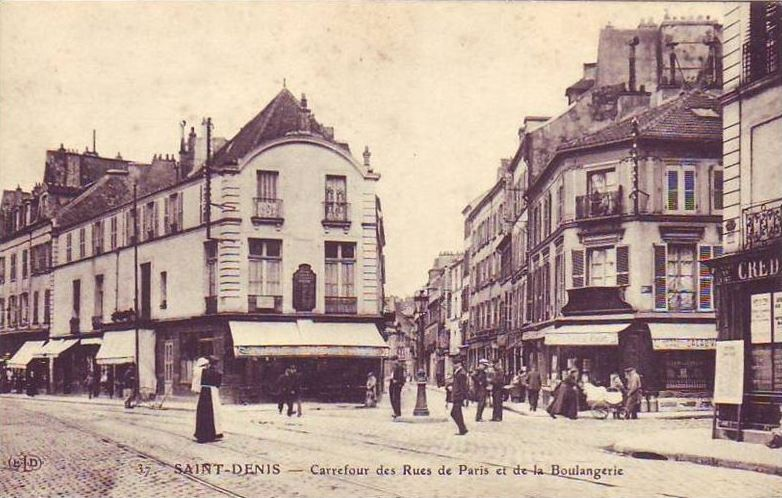
Vers 1900: Angle de la rue de la Boulangerie et de la rue de Paris, aujourd'hui rue Gabriel-Péri.

C'est l'une des plus anciennes rues de la ville. La rue de la Boulangerie était à l'époque carolingienne un simple chemin de terre qui rejoignait l'estrée, route antique se dirigeant vers Paris. La partie qui allait vers la place Victor-Hugo s'appelait « rue de la Cordonnerie ».

## Bâtiments remarquables et lieux de mémoire

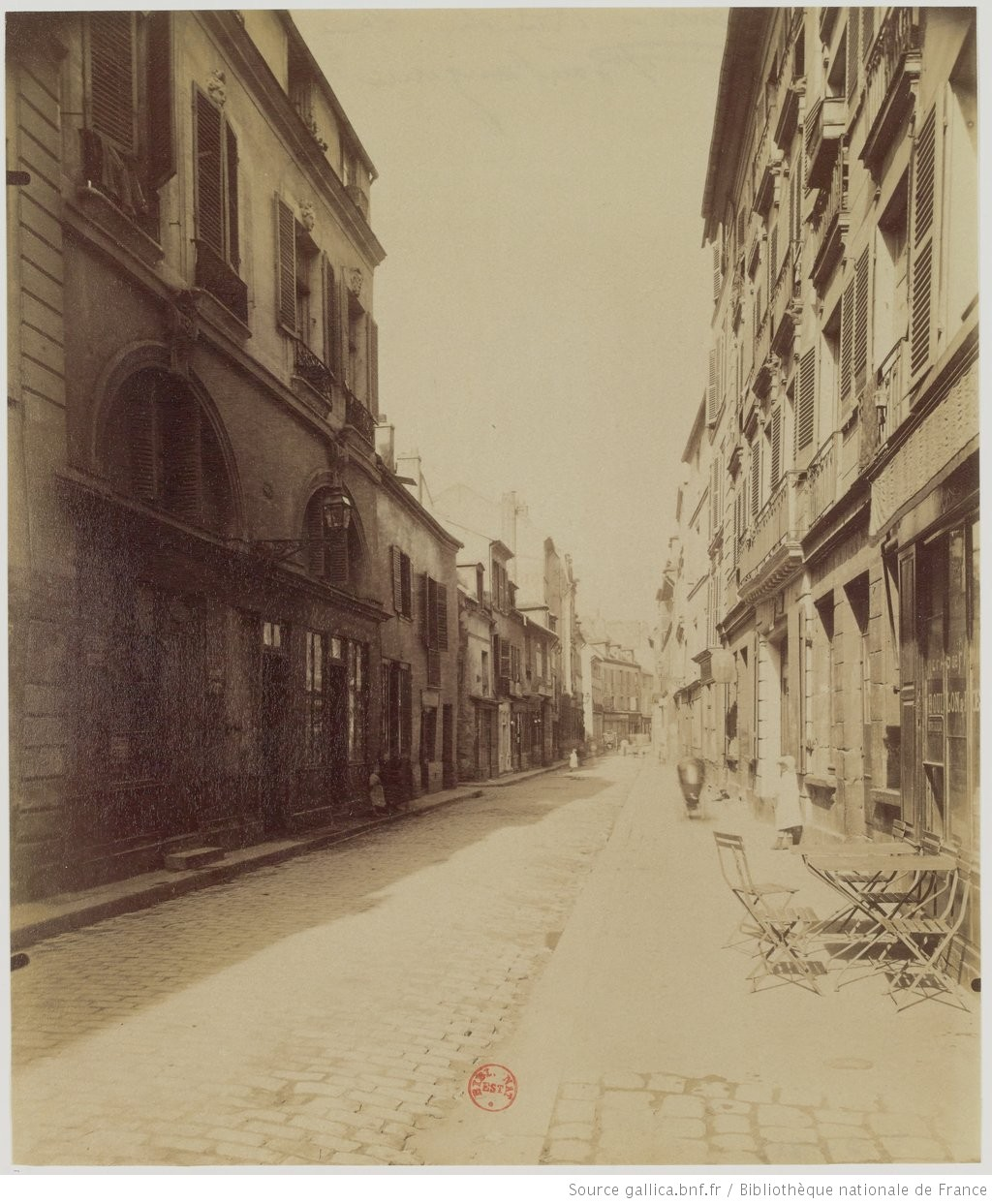
Saint-Denis, rue de la Boulangerie, Eugène Atget, 1901.

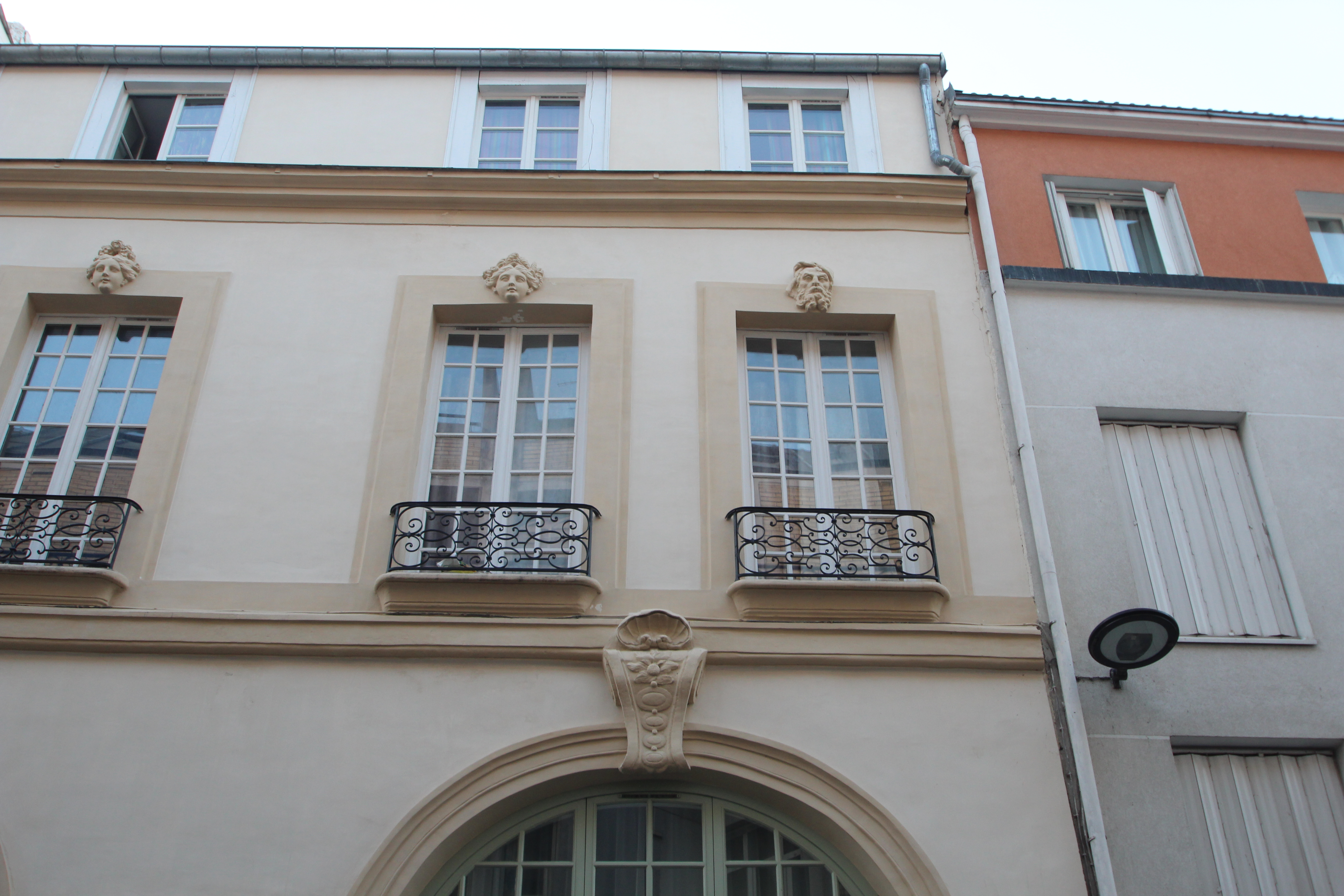
Détail de la Maison des masques, 2013.

- Maison des Masques, citée en 1740, et inscrite à l'inventaire général du patrimoine culturel[6].
- Au no 26, pendant la guerre de 1870, logea Paul von Hindenburg[2].
- Au croisement de la rue Gabriel-Péri et de la rue de la Boulangerie, se trouvait déjà le café « Au Pavillon », connu il y a cinq siècles pour être un pavillon de chasse des rois de France.
- Le roi Henri IV avait dans cette, dans l'actuel bar Le Pavillon, rue une garçonnière où il préparait les discours qu’il allait prononcer à la basilique Saint-Denis[7].
- Il s'y trouvait un « hôtel-Dieu » où mademoiselle Marguerite Pinson fit ouvrir en 1706 la première école de Saint-Denis[8].